# Mayda Doris Henderson
Mayda Doris Henderson (Ciudad del Cabo, 1928 - 3 de septiembre de 2015) fue una botánica fitogeógrafa, y taxónoma sudafricana.
Publicó habitualmente, entre otros medios, en Kirkia; The Zimbabwe Journal of Botany.

## Honores
- Miembro de la Asociación Sudafricana para el Avance de la Ciencia
- Medalla sudafricana
- Miembro de la "Royal Society of South Africa"

### Eponimia
Especies
- (Asteraceae) Senecio maydae Merxm.[3]